# Kaagjärve
Kaagjärve – wieś w Estonii, prowincji Valga, w gminie Karula.